# Vánoční strom republiky

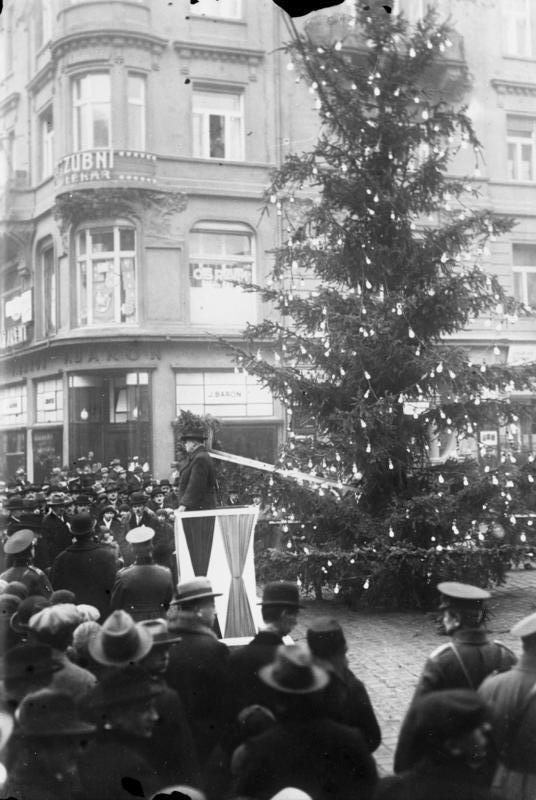
Sbírka na děti nezaměstnaných rodičů u vánočního stromu v Praze, 1931.

Vánoční strom republiky je předvánoční tradice založená v Brně 13. prosince 1924. Spočívá ve zdobení vzrostlého jehličnatého stromu na náměstích, pod kterým je organizovaná sbírka ve prospěch potřebných, především opuštěných dětí.

## Historie
V roce 1919 těsně před Štědrým dnem nalezl spisovatel Rudolf Těsnohlídek s přáteli v zasněženém lese v Bílovicích nad Svitavou téměř zmrzlé děvčátko, které se jim podařilo zachránit.
Těsnohlídek přemýšlel o tom, jak pomoci dalším opuštěným dětem zvláště v předvánočním čase. Inspiraci nalezl v Kodani, kde předvánoční náměstí zdobila vzrostlá jedle s kasičkou již od roku 1914.

## Sbírka
Sbírka v předvánoční čas měla úspěch. V Brně posloužila k financování stavby náhradního domova pro opuštěné děti Dětského domova Dagmar. Od položení základního kamene 8. prosince 1928 do zahájení provozu dne 8. prosince 1929 uběhl jeden rok. I v ostatních městech financovaly sbírky především pomoc chudým nebo opuštěným dětem. V roce 1968 pomáhala sbírka financovat první SOS vesničku.

## Tradice
Tradice sbírek pod vánočním stromem republiky se rychle rozšiřovala. V roce 1925 to byla 4 města v celé republice, roku 1929 to bylo již 64 měst jen v Čechách a na Moravě, která sbírku pořádala. Tradice byla narušena lety nesvobody, ale po roce 1990 se opět rozvíjí.